# José Baptista Pinheiro de Azevedo
José Baptista Pinheiro de Azevedo (ur. 5 czerwca 1917 w Luandzie, zm. 10 sierpnia 1983 w Lizbonie) – portugalski polityk, admirał, premier kraju.

## Życiorys
W kwietniu 1974 w wyniku rewolucji goździków został członkiem Rady Ocalenia Narodowego, a od marca 1975 był członkiem Najwyższej Rady Rewolucyjnej. Od 19 września 1975 był premierem. Od 23 czerwca 1976 jego obowiązki przejął minister spraw wewnętrznych Vasco de Almeida e Costa, ponieważ on sam nie mógł dalej kierować rządem, gdyż był w ciężkim stanie, po doznaniu − w ciągu 11 dni − dwukrotnego zawału serca.